# Tržac (gmina Aleksandrovac)
Tržac (cyr. Тржац) – wieś w Serbii, w okręgu rasińskim, w gminie Aleksandrovac. W 2011 roku liczyła 204 mieszkańców.